# Carlos Cobos
Cobos  Márquez est un nom espagnol. Le premier nom de famille, en général paternel, est Cobos ; le second, en général maternel, souvent omis, est Márquez.
Carlos Cobos Márquez, né le 20 mai 1995 à Azuaga (Estrémadure), est un coureur cycliste espagnol.

## Biographie
Carlos Cobos commence le cyclisme à l'âge de neuf ou dix ans, en accompagnant son père lors de sorties en VTT. Il prend sa première licence à la Peña Ciclista Azuaga, dans sa ville natale. En marge des compétitions, il a mené des études en faculté de sport à l'Université polytechnique de Madrid, afin d'obtenir un diplôme de préparateur physique.
En 2013, il se distingue en remportant deux courses par étapes en Espagne chez les juniors (moins de 19 ans). Il rejoint ensuite le club Mutua Levante en 2014 pour ses débuts espoirs (moins de 23 ans). Deux ans plus tard, il intègre la réserve de l'équipe professionnelle Caja Rural-Seguros RGA. Sous ses nouvelles couleurs, il se distingue au niveau national en terminant deuxième du Tour d'Alicante, tout en ayant remporté la première étape.
Lors de la saison 2018, il est notamment meilleur grimpeur du Tour de Zamora et deuxième de l'Aiztondo Klasica, manche de la Coupe d'Espagne. En juin, il participe aux championnats d'Espagne, où il termine troisième de la course en ligne dans la catégorie amateurs. Le mois suivant, il intègre temporairement l'équipe continentale Liberty Seguros-Carglass, afin de disputer le Tour du Portugal. 
Malgré quelques résultats, il ne parvient pas à signer un contrat professionnel avec la formation Caja Rural-Seguros RGA. Carlos Cobos quitte alors cette structure pour rejoindre le club galicien Vigo-Rías Baixas en 2019. Au mois de septembre, il s'impose sur le Tour de Xingtai, course chinoise du calendrier UCI.

## Palmarès et résultats

### Palmarès par année
- 2012
  - 2e du Premio Primavera juniors
- 2013
  - Tour de Valladolid
  - Tour de Pampelune :
    - Classement général
    - 2e étape
- 2014
  - Ruta do Viño Albariño :
    - Classement général[11]
    - 1rea étape
- 2015
  - 3e de la San Bartolomé Saria
- 2016
  - 3e étape du Tour de Castellón (contre-la-montre par équipes)
  - 2e étape du Tour de Zamora (contre-la-montre par équipes)
- 2017
  - 1re étape du Tour d'Alicante
  - 1re étape du Tour de Zamora (contre-la-montre par équipes)
  - 2e du Mémorial Aitor Bugallo
  - 2e du Tour d'Alicante
- 2018
  - 2e de l'Aiztondo Klasica
  - 3e de la Subida a Urraki
  - 3e du championnat d'Espagne sur route amateurs
- 2019
  - Classement général du Tour de Xingtai

### Classements mondiaux
| Année                                 | 2019  |
| ------------------------------------- | ----- |
| Classement mondial                    | 1314e |
| UCI Europe Tour                       | 905e  |
|                                       |       |
| Légende : nc = non classéSource : UCI |       |